# Притихло
«Прити́хло» — пейзаж русского художника Николая Дубовского (1859—1918), оконченный в 1890 году. Принадлежит Государственному Русскому музею в Санкт-Петербурге (инв. Ж-4392). Размер — 76,5 × 128 см. На картине изображены освещённые солнцем грозовые тучи, нависшие над водной поверхностью. К берегу направляется небольшая одинокая лодка с гребцом, пытающимся достичь суши до наступления непогоды. При работе над полотном Дубовской использовал этюд, написанный на Балтийском взморье. Картина «Притихло», которую относят к «пейзажам настроения», считается самым известным и наиболее значительным произведением художника.
Полотно было представлено на 18-й выставке Товарищества передвижных художественных выставок («передвижников»), открывшейся в феврале 1890 года в Санкт-Петербурге. Картина экспонировалась с большим успехом, и она была приобретена императором Александром III. Сразу после этого Павел Третьяков, который тоже желал приобрести эту картину, заказал себе авторское повторение. Ныне это повторение хранится в Государственной Третьяковской галерее в Москве (86 × 143 см, инв. 988). Есть также несколько других авторских повторений, хранящихся в музеях России, Украины и США.
По мнению художника Исаака Левитана, «такой захват от самой природы, как „Притихло“, где чувствуешь не автора, а самую стихию, передать не всякий сможет». Художник Василий Бакшеев писал, что «среди лучших произведений мировой живописи найдётся не много полотен, в которых с такой законченностью, с такой поистине классической ясностью было бы выражено то, что принято называть настроением». По словам критика Владимира Стасова, этот пейзаж «прямо трактует большие водяные массы, но как оригинально, как ново, как мастерски». Искусствовед Алексей Фёдоров-Давыдов отмечал в этом произведении значительную роль сюжетного начала, в котором художник «выбирает драматический момент напряжённого ожидания грозы и стремится создать монументальный эпический образ природы».

## История

### Предшествующие события и 18-я передвижная выставка

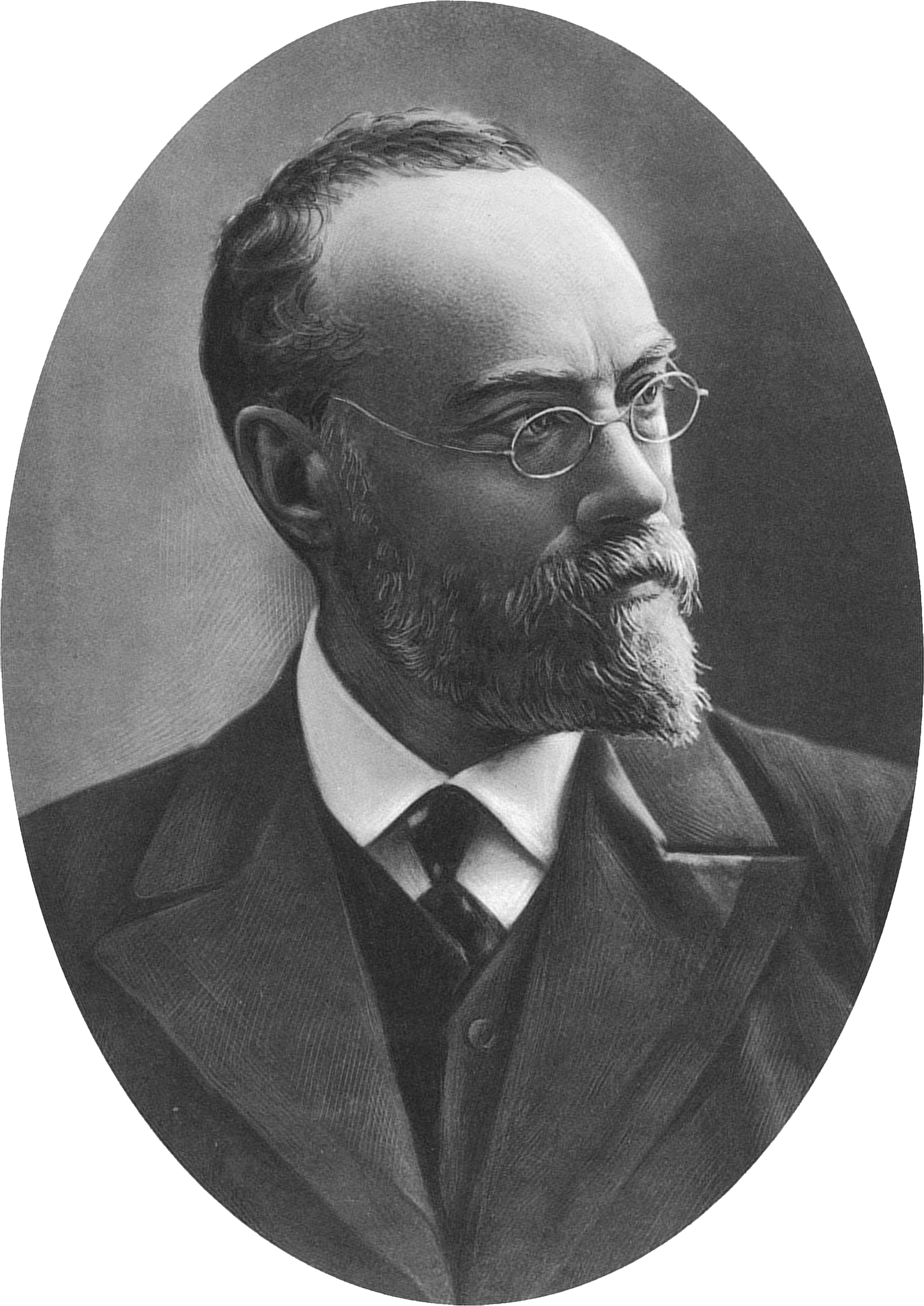
Николай Дубовской (фотография, конец XIX — начало XX века)

В 1877 году Николай Дубовской был зачислен в Императорскую Академию художеств по классу пейзажа к профессору Михаилу Клодту, известному художнику-пейзажисту. Проучившись там до 1881 года, перед выпуском Дубовской отказался от написания картины на заданную тему и вышел из Академии без диплома. В 1882 году он представил две картины — «Перед грозой» и «После дождя» — на выставке Общества поощрения художников, а в 1884 году состоялся его дебют на выставках передвижников — на 12-й выставке Товарищества передвижных художественных выставок экспонировался его пейзаж «Зима». С тех пор в России картины Дубовского представлялись исключительно на передвижных выставках. В 1886 году он был принят в Товарищество, а впоследствии стал одним из его самых активных деятелей.
При написании картины «Притихло» Дубовской использовал этюд, написанный на Балтийском взморье осенью 1889 года. Полотно было закончено в начале 1890 года и представлено на 18-й выставке Товарищества передвижных художественных выставок, открывшейся 11 февраля того же года в здании Императорской Академии наук в Санкт-Петербурге. Картина Дубовского имела огромный успех; прямо с выставки (а, по некоторым данным, ещё до её открытия) она была приобретена императором Александром III, оказавшись единственной купленной им из экспонировавшихся картин. В марте 1890 года 18-я передвижная выставка переехала в Москву — она открылась 31 марта в здании Московского училища живописи, ваяния и зодчества. В 1890—1891 годах выставка продолжила своё путешествие по другим городам Российской империи, побывав в Харькове (в августе — сентябре), Полтаве (в октябре), Елисаветграде (в октябре — ноябре), Кишинёве (в ноябре — декабре), Одессе (в декабре — январе) и Киеве (в январе — марте).
Узнав о продаже картины от художника Николая Ярошенко, который был одним из организаторов передвижной выставки, Павел Третьяков, который также хотел приобрести это полотно, сразу же заказал Дубовскому его повторение. Художник согласился и в течение полумесяца завершил второй вариант своего полотна, о чём он известил Павла Михайловича 15 марта 1890 года. После этого Третьяков съездил в Санкт-Петербург и осмотрел картину. В своём письме к Илье Репину от 22 марта 1890 года он писал, что ездил в Санкт-Петербург всего на один день, даже не ночевал там, а по поводу заказанного им авторского повторения картины «Притихло» сообщал: «Я его заказал, потому что картина для публики исчезает; повторение, по мне, вышло лучше и более размером, отчего мотив сделался грандиознее». Повторение было написано в более тёмных тонах, которые несколько ослабили мрачность мотива. По словам искусствоведа Владислава Зименко, эта история показывает, «насколько взыскательный Третьяков считал необходимым иметь все крупные произведения Дубовского у себя в галерее, видя в нём одного из основных мастеров русского пейзажа».

### Последующие события

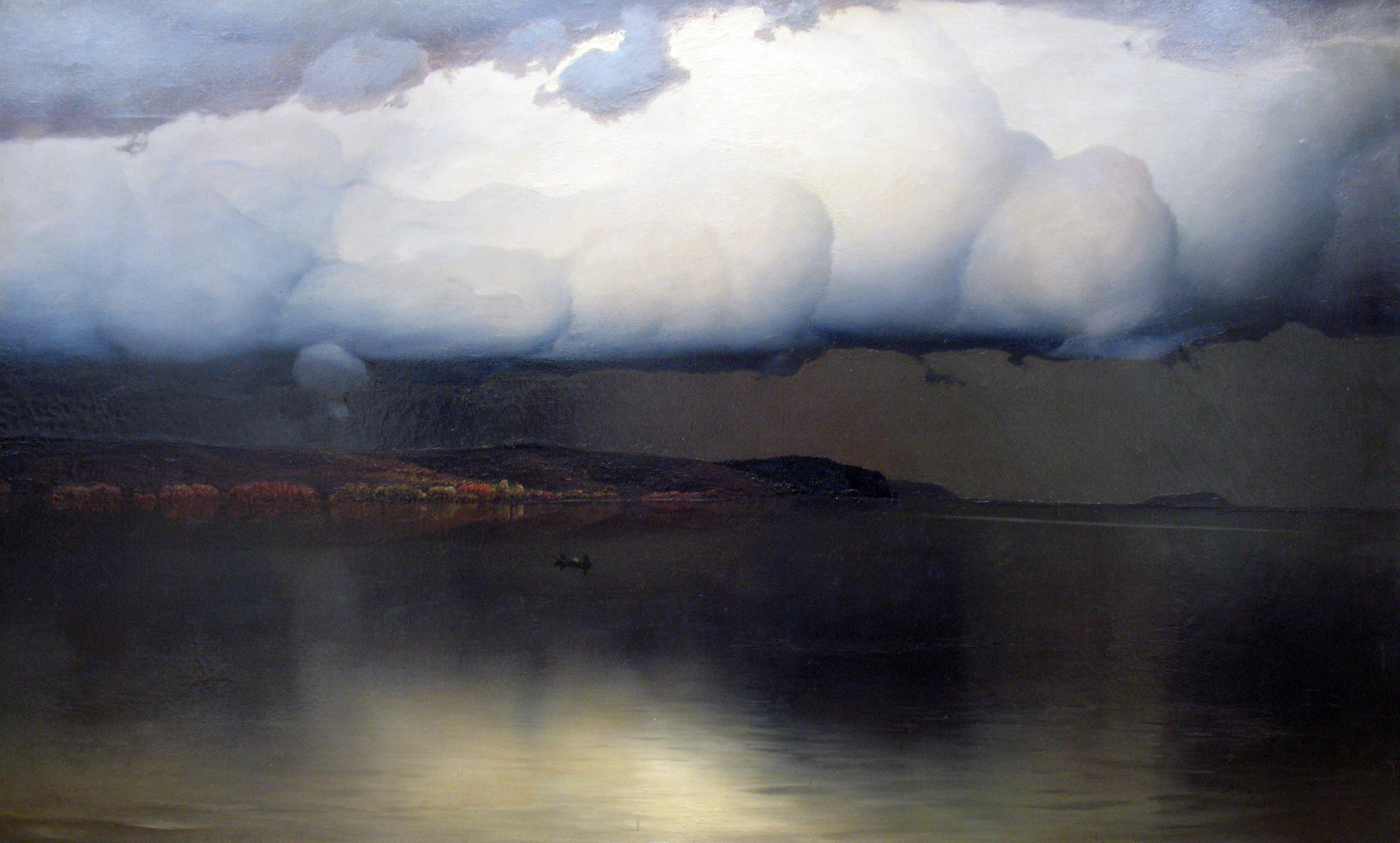
Притихло (авторское повторение, холст, масло, 86 × 143 см, 1890, ГТГ)

После окончания 18-й передвижной выставки картина, купленная Александром III, находилась в Зимнем дворце, а затем, при образовании Русского музея, в 1897 году была передана в его коллекцию. В начале XX века полотно «Притихло» экспонировалось в зале № 34 Михайловского дворца, вместе с картинами «Балаганы в Париже» («Акробаты (На празднике в окрестностях Парижа)») Виктора Васнецова, «Защита Троицкой лавры во время осады её поляками в Смутное время» («Осада Троице-Сергиевой лавры») Василия Верещагина и другими произведениями. В XXI веке картина «Притихло» выставляется в зале № 28 Михайловского дворца, вместе с полотнами Виктора Васнецова «Витязь на распутье», «Бой скифов со славянами» и другими.
В 1938 году картина «Притихло» экспонировалась на персональной выставке Дубовского, проходившей в Государственном Русском музее в Ленинграде и посвящённой 20-летию со дня смерти художника. Она также принимала участие в выставке «Русское искусство из собрания ГРМ», состоявшейся в 1957—1958 годах в Пекине и Шанхае. В 2010 году полотно было частью экспозиции «Небо в искусстве», проходившей в корпусе Бенуа Государственного Русского музея. В 2016—2017 годах картина участвовала в выставке произведений из собрания Русского музея «Передвижники. Русский реализм и Репин. 1870—1900», проходившей в музее Дренте в городе Ассене (Нидерланды). Полотно также экспонировалось на выставке «Преображённая природа», проходившей в корпусе Бенуа Государственного Русского музея с 5 марта по 21 июня 2021 года.
Авторское повторение картины «Притихло» из собрания Третьяковской галереи также было представлено на персональной выставке Дубовского, проходившей в 1938 году в Русском музее. Кроме того, в 1934 году оно экспонировалось на выставке «Русская пейзажная живопись», состоявшейся в Центральном доме Красной армии в Москве, в 1983—1984 годах — на проходившей в Москве выставке, посвящённой 225-летию Академии художеств, в 1993 году — на организованной в Токио, Наре и Фукуоке выставке «Передвижники в Третьяковской галерее», а в 1999—2000 годах — на выставке произведений русских художников XIX века из ГТГ, состоявшейся в Мадриде и Бильбао.

## Сюжет и композиция
На картине изображены освещённые солнцем грозовые тучи, нависшие над водной поверхностью. Их верхняя часть напоминает белую вату, а нижняя наполнена зловещей чернотой. Ветра нет, и в гладкой поверхности воды отражаются светлые и тёмные тучи. Вдали виден холмистый берег, на котором находятся домики какого-то селения. Яркие оранжево-красные кроны деревьев и кустов, выделяющиеся на фоне тёмного леса, подчёркивают напряжённость атмосферы. К берегу направляется небольшая одинокая лодка с гребцом, который, по-видимому, пытается достичь суши до наступления непогоды.

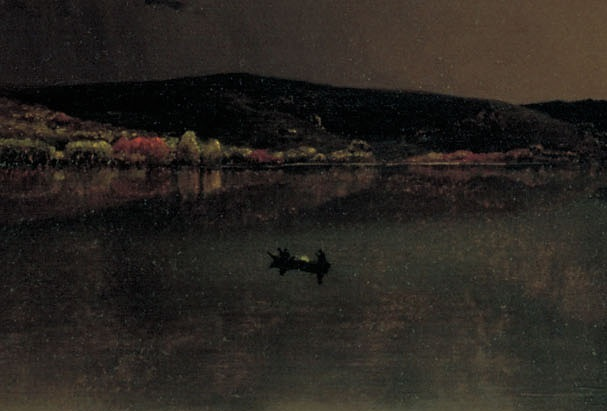
Лодка, направляющаяся к берегу (фрагмент картины)

Николай Дубовской в одном из своих писем писал: «Мотивом для создания этой картины было то захватывающее чувство, которое овладевало мною много раз при наблюдении природы в момент тишины перед большой грозой или в промежутки между двух гроз, когда дышать бывает трудно, когда чувствуешь своё ничтожество при приближении стихии. Это состояние в природе — тишина перед грозой — можно выразить одним словом „Притихло“. Это и есть название моей картины».
Явственно чувствуется напряжённое состояние природы перед бурей, которое передаётся зрителям. Художник Яков Минченков в своих воспоминаниях приводил рассказ о картине «Притихло» А. М. Каретникова, в течение более 25 лет работавшего артельщиком Товарищества передвижных художественных выставок: «Принесли рабочие картину от Дубовского, завёрнутую в покрывало, и поставили на мольберт. Что, думаю, прислал нам теперь Николай Никанорович? Вот рабочие развязали верёвку, сняли покрывало, а я как глянул на картину, так и присел от страха на пол. В детстве боялся я грозы, особенно над Волгой, где жил, и сейчас мне показалось, что из-под страшной тучи сверкнёт молния и ударит гром. И рабочие говорят: „Что, испугался? То-то!“»
Тем не менее чувство беспомощности человека перед природной стихией, выраженное Дубовским в картине «Притихло», не следует принимать за её основное содержание. Более того, не следует считать, что художник имел своей целью прославление стихии и её власти над людьми. Об этом свидетельствует то, что для изображения он выбрал не саму бурю, а предшествующий ей момент. Небольшая лодка, направляющаяся к берегу и стремящаяся как можно быстрее его достигнуть, вовсе не подчёркивает бессилие человека. По словам искусствоведа Владислава Зименко, «мы не знаем, достигнет ли гребец благополучно берега, однако, как только мы заметили его, мы не можем быть безразличны к его судьбе и, желая ему победы, вглядываемся в окружающую его могучую и грозную природу глазами познавателя и борца, а не униженного, покорного слуги или просителя».
Пейзажная образность картины «Притихло», складывающаяся «за счёт световых контрастов между грозовыми облаками, тёмной водой и бликами от туч на переднем плане», свидетельствует о возможном опосредованном влиянии Архипа Куинджи. Композиционное построение полотна «Притихло» на многие годы стало определяющим для произведений Дубовского, изображающих виды больших водных пространств (морей и рек) и неба, таких как «Пустынный берег» (1890), «На Волге» (1892), «Свежеет» (1896) и другие.

## Эскизы и повторения картины

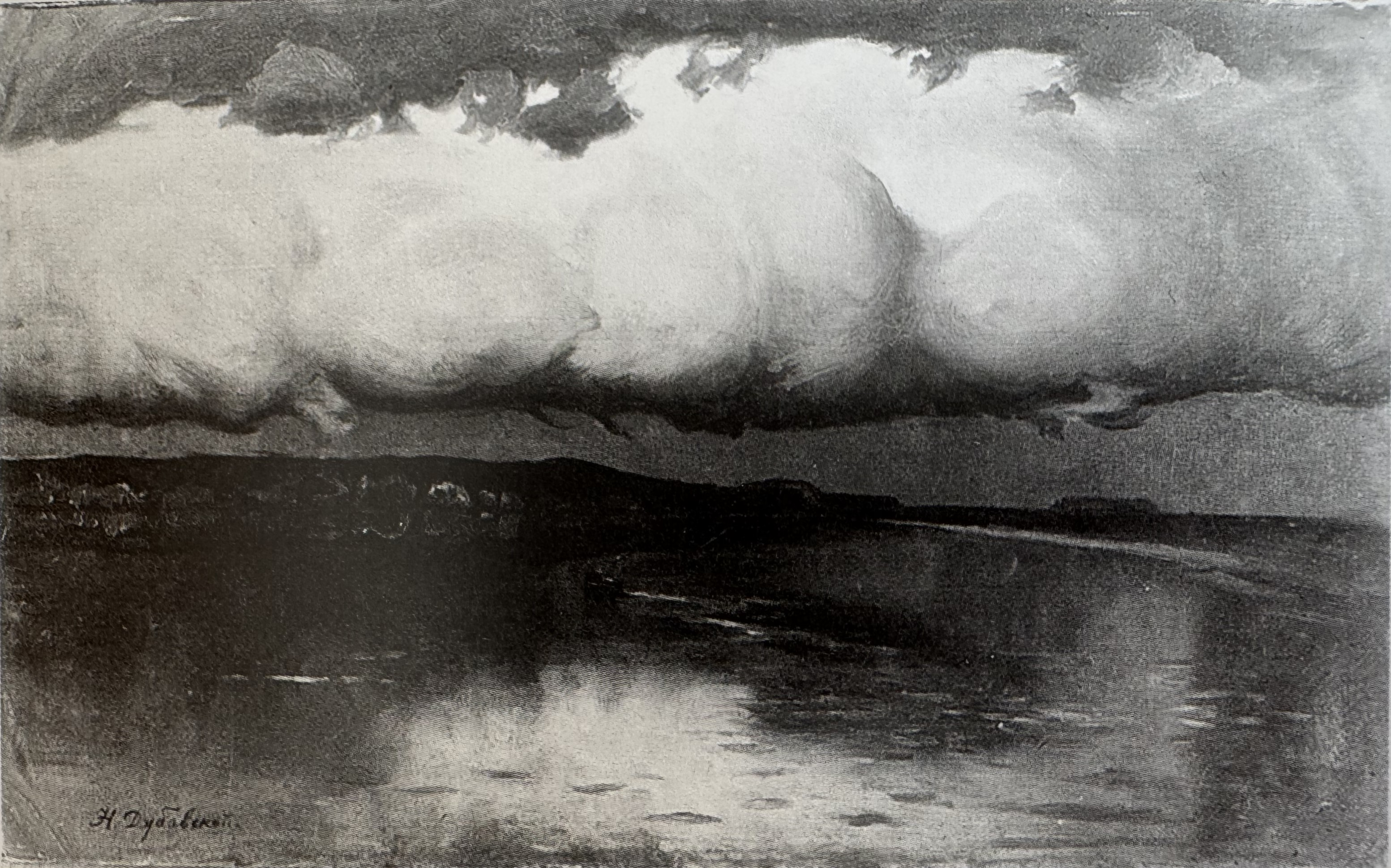
Притихло (эскиз, этюд или повторение, около 1890, НХМРБ)

Для отработки светотеневых контрастов, используемых в полотне «Притихло», Дубовской создал ряд подготовительных эскизов, выполненных графитным карандашом и тушью. В частности, два графических эскиза картины «Притихло» хранятся в собрании Государственной Третьяковской галереи. Один из них (бумага, тушь, кисть, перо, белила, 19,2 × 28 см, инв. 7587), датируемый 1889 годом, ранее находился в собрании Ивана Цветкова и был передан в 1925 году из Цветковской галереи. Другой эскиз (бумага, графитный карандаш, растушка, 16,8 × 21,8 см, инв. 9789), выполненный на листе из альбома и датируемый 1889—1890 годами, ранее принадлежал московскому Английскому клубу, затем был передан в Государственный музейный фонд, а оттуда, в 1927 году, — в Третьяковскую галерею. Кроме того, в Национальном художественном музее Республики Беларусь находится недатированный эскиз картины «Притихло» (холст на картоне, масло, 38,7 × 64,5 см; по другим сведениям, в Минске хранится этюд или уменьшенное повторение картины).
Помимо одноимённого полноформатного повторения 1890 года, находящегося в Третьяковской галерее, существует ещё несколько авторских повторений картины. Полноформатное повторение, известное под названием «Туча (Притихло)» и датированное 1912—1915 годами, принадлежит Самарскому областному художественному музею (холст на картоне, масло, 100 × 135 см, инв. Ж-253). Ещё одно авторское повторение, датированное 1916 годом, хранится в Ростовском областном музее изобразительных искусств (холст, масло, 108 × 136 см, инв. Ж-578). Уменьшенное авторское повторение, датируемое второй половиной 1890-х годов, входит в собрание Владимиро-Суздальского историко-художественного и архитектурного музея-заповедника (холст, масло, 69,5 × 114 см или 69 × 112 см, инв. Ж-1508). В Вологодской областной картинной галерее хранится ещё одно авторское повторение картины «Притихло» (1890—1900-е, холст, масло, 70 × 110 см, инв. 536-Ж); по другим данным, вариант-повторение из Вологды имеет название «Притихло. Надвигается туча» и датирован 1912 годом. Уменьшенное авторское повторение, датированное 1896 годом, находится в Полтавском художественном музее (холст, масло, 55 × 93,5 см, инв. Ж-117; по другим данным, это не повторение, а первый вариант картины, созданный в 1890 году). Известно также об авторском повторении 1890 года (холст, масло, 85,6 × 133 см), находящемся в собрании музея Зиммерли Ратгерского университета (Нью-Брансуик, штат Нью-Джерси, США), которое было передано туда как часть коллекции Георгия (Юрия) Рябова. Кроме того, в Новочеркасском музее истории Донского казачества хранится вариант-повторение под названием «Туча надвигается» (или «Надвигается туча»), датированный 1912 годом. Эта картина была создана Дубовским по заказу его земляков-новочеркасцев и, по некоторым сведениям, в этом варианте художник изобразил не Балтийское взморье, как на основной версии полотна, а реку Дон, у которой он вырос.
|  |  |  |

## Отзывы и критика

### XIX век
Художник Исаак Левитан следующим образом описывал эту картину: «Настроение от природы мы, пожалуй, умеем передавать, скорее мы наделяем природу своими переживаниями, подходим к ней от субъективного, но такой захват от самой природы, как „Притихло“, где чувствуешь не автора, а самую стихию, передать не всякий сможет». Помимо Левитана, картину Дубовского высоко ценили и другие известные художники-передвижники того времени — в частности, Илья Репин и Николай Ярошенко. По свидетельству писательницы Любови Гуревич, полотно «Притихло» произвело большое впечатление на писателя Льва Толстого. В своих воспоминаниях Гуревич писала, что она не может забыть восторга Льва Николаевича перед картиной, «изображавшей иссиня-чёрную, низко нависшую над землёй грозовую тучу», к которой он возвращался снова и снова, повторяя: «А! вот хорошо!.. Что хорошо, то хорошо!» По словам Гуревич, вероятно, «такое же чувство восторга вызывает в нём настоящая грозовая туча в Ясной Поляне с окружающими её полями на холмах и старыми, уходящими за горизонт засеками».

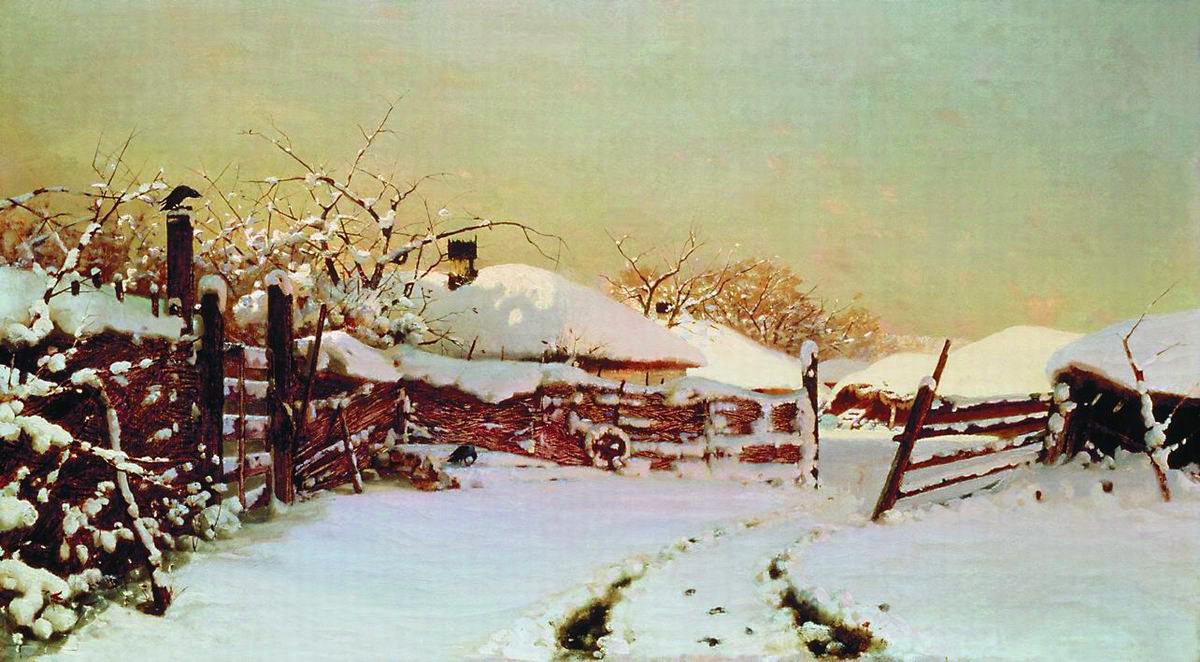
Николай Дубовской. Зима (1884, ГТГ)

В статье «Весенние художественные выставки в Москве», опубликованной в апрельском номере журнала «Артист» за 1890 год, художник и критик Сергей Голоушев (литературный псевдоним — Сергей Глаголь) писал, что картина Дубовского «Притихло» привлекла на передвижной выставке большое внимание. Сравнивая с более ранним полотном «Зима» (1884), которая «точно сама как-то написалась безо всякого усилия со стороны художника», Голоушев отмечал, что в картине «Притихло», напротив, присутствует «какая-то придуманность и вымученность» — вся она «слишком необыкновенна, слишком странна даже в самой природе, чтобы производить сильное, правдивое впечатление». В то же время, по мнению Голоушева, «чудное зеркало тихой воды», изображённое на полотне, показывает недюжинную талантливость художника.
Художественный критик Владимир Стасов в статье 1890 года «Передвижная выставка и её критики» высоко отзывался о таланте Николая Дубовского, отмечая правдивость и свежесть его пейзажей. Стасов подробно остановился на анализе представленной на 18-й передвижной выставке картины «Притихло», отмечая, что этот пейзаж «прямо трактует большие водяные массы, но как оригинально, как ново, как мастерски». Описывая свои впечатления от картины, Стасов писал, что вода на ней «просто хрустальная, с удивительным отражением и озеркалением». Он высоко отзывался и об изображении неба и природных явлений, отмечая, что «мрачные полосы тёмной мглы под облаками, над далёким городком или деревушкой — чудесны».

### XX и XXI века
Искусствовед Владислав Зименко отмечал, что море и небо, позволяющие показать свободный и безграничный разворот пространства, относились к мотивам, органичным для дарования Дубовского, и эти искания художника необычайно полно были выражены в картине «Притихло». По словам Зименко, в этом произведении Дубовского прежде всего поражала взгляд «строгая объективность в изображении величественного природного мотива, чуждая какой бы то ни было субъективной аффектации и явившаяся следствием глубокого объективного познания природы». Наряду с этой объективностью, за образами природы стояло глубокое гуманистическое мироощущение: стихийным силам природы противопоставлялись разум, сила и отвага человека, глазами которого зритель смотрел на картину.
По словам искусствоведа Тамары Юровой, картина «Притихло», в которой проявился интерес Дубовского к «необычным моментам в жизни природы» и «трудноуловимым природным эффектам», была в значительной степени типичной для всего его творчества. При этом она отмечала, что в трактовке романтического мотива отчётливо видна «строгая сдержанность восприятия художником натуры». Юрова писала, что эта картина помогла художнику найти свою тему в пейзажной живописи — тему, связанную с широкими водными просторами. Впоследствии она стала одной из основных тем в творчестве Дубовского. В то же время Юрова отмечала, что тяжело нависшие облака, изображённые на картине, кажутся несколько ватными и излишне объёмными, так что создаётся впечатление того, что они выступают за пределы плоскости холста.

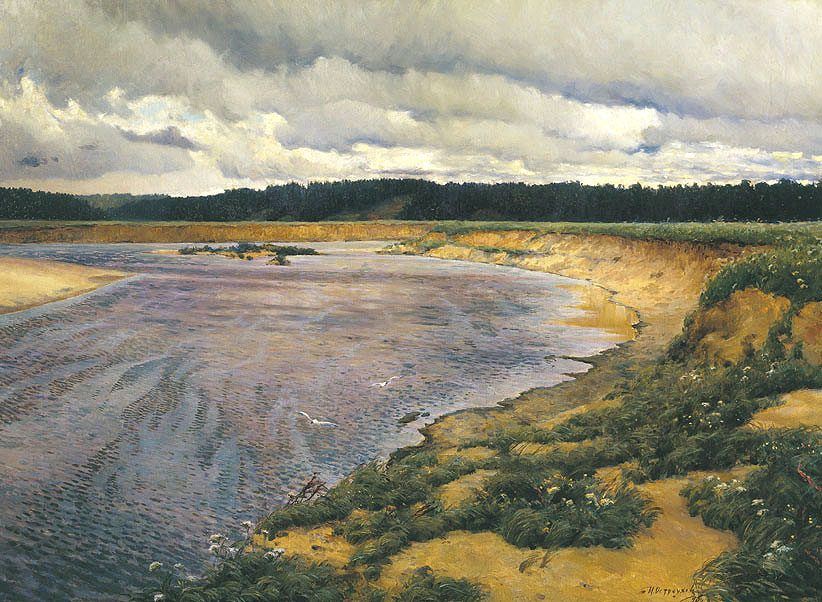
Илья Остроухов. Сиверко (1890, ГТГ)

Художник Василий Бакшеев в своей обзорной статье «Пейзаж в русской живописи», обсуждая наиболее значимые произведения этого жанра, созданные русскими художниками, призывал вспомнить замечательное полотно «Притихло», на котором изображены «застывшая в ожидании грозы река и огромное свинцово-серое облако». Бакшеев очень высоко ценил это произведение Дубовского, утверждая, что «среди лучших произведений мировой живописи найдётся не много полотен, в которых с такой законченностью, с такой поистине классической ясностью было бы выражено то, что принято называть настроением». По словам Бакшеева, «это действительно картина, в полном смысле этого слова».
Искусствовед Алексей Фёдоров-Давыдов относил полотно Дубовского «Притихло» к ярким примерам «пейзажей настроения», наряду с картинами Ильи Остроухова «Золотая осень» и «Сиверко», а также рядом произведений Исаака Левитана. По словам Фёдорова-Давыдова, эти примеры показывают, что пейзаж настроения мог выражать «и камерные, интимные, и большие, широкие чувства», — в частности, в картине «Притихло» «изображение предгрозовой тишины, громады белых облаков, нависающих над тёмной водой, передаёт ощущение напряжённого и тревожного ожидания». Фёдоров-Давыдов также отмечал значительную роль сюжетного начала в полотне «Притихло», в котором художник «выбирает драматический момент напряжённого ожидания грозы и стремится создать монументальный эпический образ природы».
Искусствовед Фаина Мальцева отмечала, что картина «Притихло» стала первым опытом Дубовского в его работе над произведениями «обобщённого пейзажного образа». По мнению Мальцевой, живопись более удалась художнику в нижней части полотна, где изображены зеркальная гладь воды с отражающейся в ней тучей, а также дальний берег, к которому направляется лодка. В то же время, по словам Мальцевой, в живописи верхней части картины, включающей в себя небо с тёмной нависшей тучей, «даёт себя чувствовать жёсткость манеры письма и недостаточная разработанность колорита, которые мешают цельности общего впечатления».
По мнению искусствоведа Виталия Манина, весь смысл произведения «Притихло» сосредоточен «в скульптурно-тяжёлом облаке, нависшем над тёмной водой» — при этом, хотя художник изобразил реальное облако, «его интерпретация выходит за рамки натурного значения, ибо [оно] утрировано величиной и тяжестью». Манин писал, что, будучи предметным изображением, это облако тем не менее обретает у Дубовского некий символический смысл, поскольку «художник не только упивается необычной его выразительностью, но и придаёт ему форсированное чувство необычного и тревожного состояния природы». Исходя их этого, Манин отмечал определённую новизну, заключающуюся в том, что предметное изображение обретает в этом произведении символический смысл.

## Комментарии
1. 1 2  Для датировки событий, происходивших в Российской империи, используется юлианский календарь («старый стиль»).